# Wolfssalmler
Die Wolfssalmler (Cynodontidae, Gr.: „kyon“ -„onos“ = Hund, + „odous“ = Zahn) oder Säbelzahnsalmler sind 28 Zentimeter bis über einen Meter lange Raubfische, die in den Flusssystemen des Amazonas, des Orinoko und in den Flüssen der drei Guyanas leben. Nur eine Art lebt im Paraná (Rhaphiodon vulpinus).

## Merkmale
Wolfssalmler werden 28 Zentimeter bis über einen Meter lang. Sie fallen vor allem durch zwei verlängerte, bei einigen Arten säbelartige, Fangzähne im Unterkiefer auf. Ihr Maul ist oberständig, die Brustflossen sind relativ lang. Wolfssalmler sind seit dem Miozän fossil nachgewiesen.

## Systematik

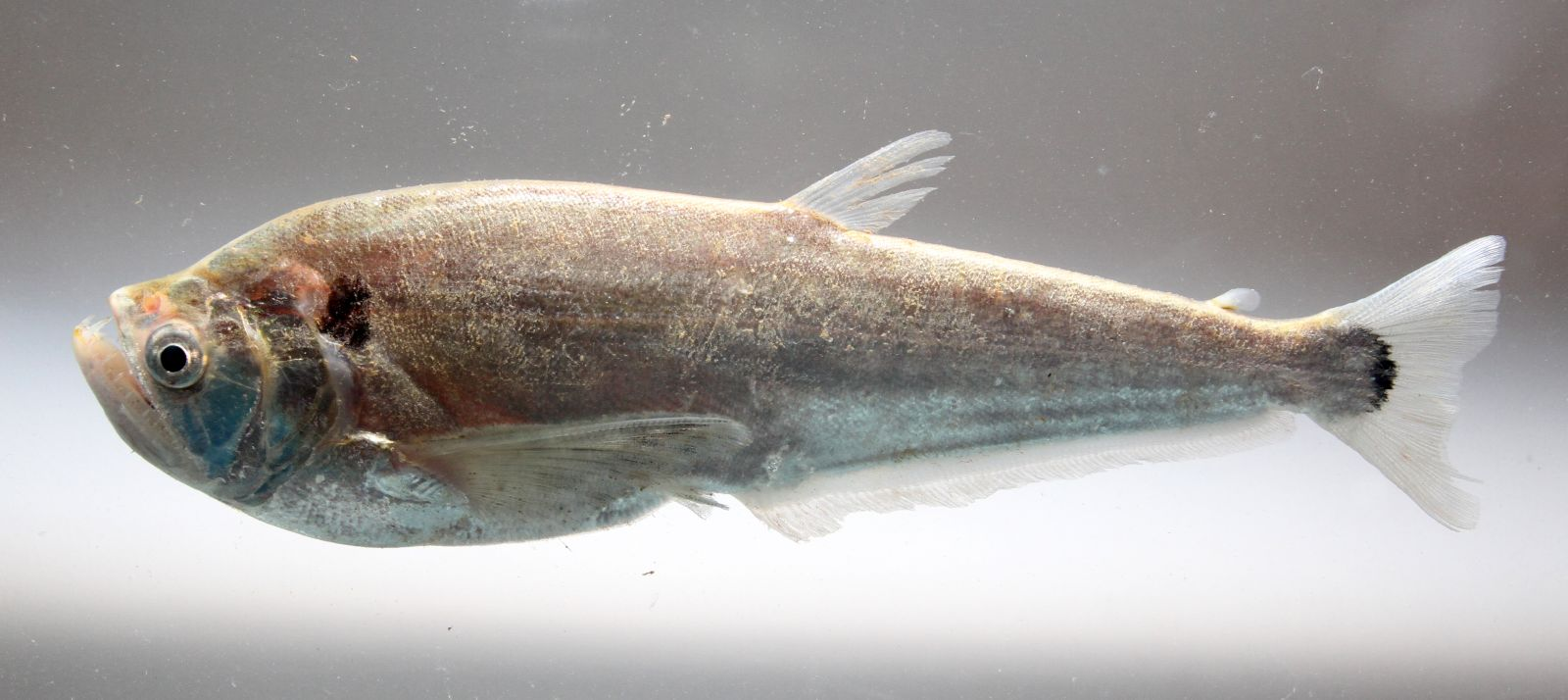
Cynodon gibbus

- Familie Wolfssalmler (Cynodontidae)
  - Gattung Cynodon
    - Cynodon gibbus
    - Cynodon meionactis
    - Cynodon septenarius

  - Gattung Hydrolycus
    - Hundezahnsalmler (Hydrolycus armatus Jardine, 1841)
    - Hydrolycus scomberoides
    - Hydrolycus tatauaia
    - Hydrolycus wallacei

  - Gattung Rhaphiodon
    - Säbelzahnsalmler (Rhaphiodon vulpinus Spix & Agassiz, 1829)